# وحدة العمليات الخاصة (صربيا)
وحدة العمليات الخاصة (بالصربية: Јединица за специјалне операције)‏ وتُعرف اختصارا ЈСО أو JSO، وتُسمى أيضا باسم القبعات الحمراء (نسبة إلى القبعات؛ (بالصربية: Црвене беретке)‏) أو الفرانكيون (نسبة إلى فرانكو سيماتوفيتش، (بالصربية: Френкијевци)‏)، كانت وحدة القُوات الخاصة التابعة للشرطة في جهاز خدمة أمن الدولة اليوغوسلافية (RDB).